# Армстронг, Генри Эдвард
Генри Эдвард Армстронг (англ. Henry Edward Armstrong; 6 мая 1848 — 13 июля 1937) — английский химик. Член Лондонского королевского общества (с 1876).

## Краткая биография
В 1865—1867 годах учился в Королевском химическом колледже. В 1867 году — в Лейпцигском университете. В 1871—1884 годах — профессор Лондонского университета.
В 1884—1913 годах работал в Центральном институте Южного Кенсингтона в Лондоне. Основная область исследования — органическая химия. Выдвинул (1888) хиноидную теорию цветности. Предложил (1887, одновременно с А. И. Ф. В. Байером) центрическую формулу бензола. Сторонник химической теории растворов, разработанной Д. И. Менделеевым. Предложил современную номенклатуру органических соединений (принята Международным конгрессом химиков в Женеве, 1892). Исследовал ферменты, углеводороды нафталинового ряда, терпены, камфару. Занимался кристаллографией. Президент Лондонского химического общества (1893—1895). Иностранный член-корреспондент Петербургской академии наук (1916), почётный член АН СССР (с 1932).
Его старший из семи детей — сын Эдвард, тоже стал учёным-химиком.